# Grigoris Bithikotsis
Grigoris Bithikotsis (en griego: Γρηγόρης Μπιθικώτσης, 11 de diciembre de 1922 en Peristeri, Grecia, hijo de Ioannis y Tassia Bithikotsis; f. 7 de abril de 2005 en Atenas, Grecia), uno de los cantantes griegos más importantes del siglo XX. 
Bithikotsis creció tocando el buzuki en un barrio pobre de Atenas. Su familia tenía pocos recursos y muchas boca que alimentar. En la década de 1950, logró en Grecia una enorme popularidad con el canto laiko, un estilo refinado de rebético.
Grigoris Bithikotsis es ante todo conocido por su colaboración con Mikis Theodorakis. Theodorakis había compuesto un ciclo de canciones sobre poemas de Jannis Ritsos llamado Epitaphios. Inicialmente la grabaron Mános Hatzidákis con Nana Mouskouri, pero no quedó satisfecho con el resultado. Por ello  Theodorakis volvió a grabar el ciclo  bajo su propia dirección musical. Como cantante eligió Bithikotsis, perteneciente a la clase obrera, lo que generó varias críticas, incluso del propio poeta Ritsos. En el poema, una madre se queja de la muerte de su hijo durante la huelga de los trabajadores del tabaco en 1936 en Tesalónica. 

## Discografía
- 14 Hryses Epityhies N1
- 14 Hryses Epityhies N2
- 1950-1962 (Sampler)
- 1963-1971 (Sampler)
- 36 Hronia
- Apo tis 45 Strofes N.º 4
- Alfa – Omega
- Gia panta Nï.  1
- Gia ron Grigori – I Synanlia to Stadio Erininis kai Amistad (Concierto para 80.  Cumpleaños con muchos Artistas griegos)
- Episimi Agapimeni
- I ellada tou Grigori
- Mazi me arcilla Grigori
- Megaloprepeia
- Mia gynaika feygei
- O Agnostos Theos
- Oi Magalyteres Epityhies Tou
- Ouranio Toxo
- Prasino fos
- Mazi (con Stelios Kazandjidis)
- Sti Megali Leoforo
- Stratos Dionysiou/Ta zeimpekika tou Grigori kai tou Stratou (con Stratos Dionysiou)
- Ta Aythentika N.º 2
- Tragoudia apo tis 45 Strofes
- Hamenes Agapes
- Apo tous thisayrous sonido 45 Strofon (con Viky Mosholiou)
- Ena to xelidoni